# 칠현로
칠현로(Chilhyeon-ro)는 강원특별자치도 정선군 남면 문곡리 문곡 교차로와 정선읍 북실리 정선1교삼거리를 잇는 강원특별자치도의 도로이다. 이 도로 인근에 거칠현동이 소재하며 옛 현인들의 충절을 기리는 의미에서 칠현로로 명명되었다.

## 연혁
- 2001년 11월 3일 : 애산 ~ 덕우간 도로 확포장공사에 의해 정선군 정선읍 애산리 ~ 덕우리 2.4km 구간 도로구역 변경[1]
- 2009년 5월 11일 : 칠현로로 명명

## 주요 경유지
강원특별자치도
- 정선군 (남면 · 정선읍)

## 노선
| 이름                       | 접속 노선                                                      | 소재지 | 소재지                                               | 비고                         |
| -------------------------- | -------------------------------------------------------------- | ------ | ---------------------------------------------------- | ---------------------------- |
| 문곡 교차로                | 국도 제38호선 국도 제59호선 국가지원지방도 제28호선 (강원남로) | 정선군 | 남면                                                 | 국도 제59호선 구간           |
| 별어곡교                   |                                                                | 정선군 | 남면                                                 | 국도 제59호선 구간           |
| 남면사거리                 | 지방도 제421호선 (자미원길) 문은단로                           | 정선군 | 남면                                                 | 국도 제59호선 구간           |
| 남면 행정복지센터 별어곡역 |                                                                | 정선군 | 남면                                                 | 국도 제59호선 구간           |
| 문곡교                     | 약수길                                                         | 정선군 | 남면                                                 | 국도 제59호선 구간           |
| 유평교                     |                                                                | 정선군 | 남면                                                 | 국도 제59호선 구간           |
| 낙동삼거리                 | 광락로                                                         | 정선군 | 남면                                                 | 국도 제59호선 구간           |
| 쇄재터널                   |                                                                | 정선군 | 남면                                                 | 국도 제59호선 구간 연장 650m |
| 쇄재터널                   | 정선읍                                                         | 정선군 |                                                      | 국도 제59호선 구간 연장 650m |
| 덕우삼거리                 | 지방도 제424호선 (소금강로)                                    | 정선군 | 국도 제59호선 구간 지방도 제424호선 구간             |                              |
| 월통 교차로                |                                                                | 정선군 | 국도 제59호선 구간 지방도 제424호선 구간             |                              |
| 월통1교                    |                                                                | 정선군 | 국도 제59호선 구간 지방도 제424호선 구간             |                              |
| 까칠재터널                 |                                                                | 정선군 | 국도 제59호선 구간 지방도 제424호선 구간 연장 377m   |                              |
| 신월 교차로                | 와평1길 와평2길                                                | 정선군 | 국도 제59호선 구간 지방도 제424호선 구간             |                              |
| 와평1교 범바위교           |                                                                | 정선군 | 국도 제59호선 구간 지방도 제424호선 구간             |                              |
| 애산 교차로                | 애산로 새터길                                                  | 정선군 | 국도 제59호선 구간 지방도 제424호선 구간             |                              |
| (피암터널)                 |                                                                | 정선군 | 국도 제59호선 구간 지방도 제424호선 구간 연장 약 60m |                              |
| (피암터널)                 |                                                                | 정선군 | 국도 제59호선 구간 지방도 제424호선 구간 연장 약 60m |                              |
| (피암터널)                 |                                                                | 정선군 | 국도 제59호선 구간 지방도 제424호선 구간 연장 약 20m |                              |
| 정선1교삼거리              | 국도 제59호선 지방도 제424호선 (정선로)                        | 정선군 | 국도 제59호선 구간 지방도 제424호선 구간             |                              |

## 주요 건물 및 시설
- 남면파출소 (강원특별자치도 정선군 남면 칠현로 45)
- 문곡중학교 (강원특별자치도 정선군 남면 칠현로 46)
- 남선초등학교 (강원특별자치도 정선군 남면 칠현로 70)
- 남면 행정복지센터 (강원특별자치도 정선군 남면 칠현로 80)
- 별어곡역 (강원특별자치도 정선군 남면 칠현로 83)